# Adâncata (okręg Suczawa)
Adâncataⓘ – wieś w Rumunii, w okręgu Suczawa, w gminie Adâncata. W 2011 roku liczyła 2765 mieszkańców.